# جاده ای۱۳۲ (انگلستان)
جاده ای۱۳۲ (به انگلیسی: A132 road) یکی از جاده‌های کشور انگلستان است.
این جاده از شهرک پیتسی شروع و در شهرک وودهام فررز جنوبی در شهرستان اسکس به پایان می‌رسد، طول این جاده ۱۴٫۸ کیلومتر است.